# وائل عباس
وائل عباس هو مدون وصحفي مصري له مدونة تدعى «الوعي المصري». استطاع خلال فترة قصيرة هي عامان منذ أن أنشا مدونته أن يلفت الأنظار إليه بمشاركاته في أحداث المعارضة المصرية ونقلها على شبكة الإنترنت وأصبح للوعي المصري قراء داخل مصر وخارجها.
وفي بداية عام 2007 نشرت مدونة الوعي المصري «كليبات التعذيب» وهي أفلام أخذت بكاميرات المحمول تبين عمليات تعذيب وانتهاك تتم ضد مواطنين مصريين داخل أماكن احتجاز الشرطة المصرية وعلى يد ضباط شرطة مصريين بهدف نزع اعترافات أو إذلال الضحايا وقد أدى هذا النشر إلى الكشف بصورة أكبر وأوضح عن جرائم التعذيب في مصر التي تمارسها الداخلية المصرية وتسببت في كشف ممارسات النظام المصري، وتحدثت عنها بعض وسائل الإعلام العالمية ومنظمات حقوق الإنسان.

## جوائز وتكريمات دولية
- جائزة نايت Knight من المركز الدولي للصحفيين بواشنطون 2007
- جائزة هيلمان هاميت لحقوق الإنسان من منظمة هيومان رايتس ووتش Human Rights Watch 2008
- من أكثر الشخصيات تأثيرا دوليا - بي بي سي BBC 2006
- جائزة مصريون ضد الفساد 2005
- عضو فخري بإتحاد المحامين الأمريكي الأمريكان بار أسوسيشان ABA منذ عام 2007
- عضو اللجنة الاستشارية لمؤسسة نايت الدولية Knight Foundation منذ عام 2007
- واحد من أكثر العرب تأثيرا - مجلة أرابيان بيزنيس ماجازين 2010
- واحد من أكثر العرب تأثيرا - مجلة أرابيان بيزنيس ماجازين 2011

## مؤلفات
في 2017 أصدر وائل عباس كتاب به مجموعة مقالاته في الفترة بين 2012 و2016 بعنوان «نظرية الخروج من الطاسة»، قام بتقديم الكتاب الإعلامي باسم يوسف.

## اعتقاله
في 15 يناير 2010 اعتقلت الشرطة المصرية وائل عباس مع 29 من نشطاء حقوق الإنسان الآخرين الذين سافروا إلى نجع حمادي لتقديم التعازي لأسر ضحايا مجزرة نجع حمادي. وتم اعتقال النشطاء واستجوابهم من قبل نيابة محافظة قنا ووجهت إلى عدد منهم تهمة التظاهر بشكل غير قانوني وترديد شعارات مناهضة للدولة والتسبب في الفوضى، نفى أعضاء المجموعة هذه المزاعم قائلين إن الشرطة المصرية اعتقلتهم عند وصولهم إلى محطة القطار، وأن المجموعة لم يكن لديها الوقت للانخراط في أي أنشطة.
في الساعات الأولى من يوم 23 مايو / أيار 2018، اقتيدت الشرطة عباس من منزله إلى مكاتب أمن الدولة، حيث وجهت إليه تهمة «الانتماء إلى جماعة إرهابية» و «نشر أخبار كاذبة» و «إساءة استخدام شبكات التواصل الاجتماعي» وتم الإفراج عنه لاحقاً.

## اتهامات
في عام 2020 قام أحد الأشخاص باتهام وائل عباس بسرقة محتوى فيلم وثائقي ونشره باسمه على منصه تسمى «المنصة» وتم تأكيد الاتهام من قبل المنصة الأمر الذي أجبر المنصة على حذف النص المنتحَل، تعطّل الوصول مؤقتًا إلى مقالاتٍ للكاتب، لإجراء تدقيق تحريري أوسع، على أن تُتيح النصوص المدقَقة مرة أخرى عند الانتهاء من المراجعة وتم انهاء التعامل مع وائل عباس.

## وصلات خارجية
- مدونة الوعي المصري
- أرشيف مقالات وائل عباس على موقع الإذاعة الهولندية